# Phasis thero
Phasis thero is een vlinder uit de familie Lycaenidae. De wetenschappelijke naam is gepubliceerd in 1764 door Carl Linnaeus.
De soort komt voor in Zuid-Afrika (West-Kaap en Noord-Kaap).
1. ↑  (en) Phasis thero op de IUCN Red List of Threatened Species.